# T Volantis
T Volantis är en pulserande variabel av Mira Ceti-typ (M) i stjärnbilden Flygfisken.
Stjärnan har en fotografisk magnitud som varierar mellan +9,7 och lägre än 13,9 med en period av 175 dygn.